# 첨 (불교)
첨(諂,
산스크리트어: śāṭhya,
영어: pretense,
deceit)은
설일체유부의 5위 75법에서 심소법(心所法: 46가지) 중
소번뇌지법(小煩惱地法: 10가지) 가운데 하나이며,
유식유가행파와 법상종의 5위 100법에서 심소법(心所法: 51가지)의
수번뇌심소(隨煩惱心所: 20가지) 중 소수번뇌심소(小隨煩惱心所: 10가지) 가운데 하나이다.
첨(諂, śāṭhya)은 다른 이들을 속이기 위해  마음(6식 또는 8식, 즉 심왕, 즉 심법)으로 하여금 스스로를 은폐하게 하는 마음작용이다. 달리 말하면, 첨(諂)은 다른 사람들이 자신의 속마음을 있는 그대로 명료하게 알 수 있지 못하도록 하고 그럼으로써 그 사람들이 자신을 계속 믿게 하는 것을 목적으로 하는 마음작용으로서, 남을 적극적으로 속임으로써 '속임'을 달성하는 것이 아니라 자신의 속마음을 은폐함으로써 '속임'을  달성하려는 마음작용이다. 보다 구체적으로는, 첨(諂)은 이러한 '속임'이라는 목적을 달성하기 위해 마음(6식 또는 8식, 즉 심왕, 즉 심법)으로 하여금 자신의 실제 속마음을 있는 그대로 참답게 드러내지 않게 하려는 마음작용이며, 또는 마음(6식 또는 8식, 즉 심왕, 즉 심법)으로 하여금 자신의 실제 속마음과는 다른 속마음을 가장하여 드러내게 함으로써 실제의 속마음이 드러나지 않게 하려는 마음작용이며, 또는 마음(6식 또는 8식, 즉 심왕, 즉 심법)으로 하여금 자신의 실제 속마음을 은폐하기 위해 아곡(阿曲: 간사하게 자기의 뜻을 굽혀 남에게 영합하고 아첨함) 등과 같은 어떤 수단 또는 방편을 사용하게 하는 마음작용이다.
부파불교의 설일체유부의 논서 《아비달마품류족론》 제3권에 따르면,
[첨 (소번뇌지법)|첨]](諂)은 심교곡(心矯曲) 즉 마음의 속임과 아곡 또는 마음의 속임과 왜곡을 말한다. 마음으로 하여금 실제의 마음을 속이고 아곡(阿曲)하게 하는 마음작용이다.
부파불교의 설일체유부의 논서 《아비달마구사론》 제21권에 따르면,
첨(諂)은 심곡(心曲) 즉 마음의 아곡(阿曲) 또는 마음의 왜곡(歪曲)을 말한다. 마음으로 하여금 아곡(阿曲)하게 하는 마음작용이다. 마음이 첨(諂)과 상응하게 되면 스스로를 사실 그대로[如實] 드러내지 않게 되며, 따라서 다른 사람이 나의 허물을 바로잡아주는 그러한 기회를 갖지 못하게 되거나, 혹은  다른 사람이 나에게 방편을 시설[設]하여 그 결과 내가 참다운 것을 알게 되는 그러한 기회를 갖지 못하게 된다.
부파불교의 설일체유부의 논서 《아비달마장현종론》 제27권에 따르면,
첨(諂)은 심곡(心曲) 즉 마음의 아곡(阿曲) 또는 마음의 왜곡(歪曲)을 말한다. 즉, 마음(6식 또는 8식, 즉 심왕, 즉 심법)으로 하여금 자신의 속마음을 방편으로 숨기게 하고 교활한 모략으로써 타인의 마음을 유혹하여 실제의 앎과는 어긋나게 하려는 마음작용이다.

## 같이 보기
- 심곡
- 불교 용어 목록/경#광

- 3도: 견도 · 수도 · 무학도
  - 견도: 16심 · 고법지인
  - 무학도: 34심
  - 성문 수행계위: 4향4과 - 10결(= 5하분결 + 5상분결)
  - 보살 수행계위: 52위
- 현관: 4제현관 · 6현관
- 유루와 무루
- 번뇌의 해석
- 번뇌의 다른 이름
  - 개 · 결 · 계 · 구 · 구애 · 궤 · 근 · 뇌 · 누 · 박 · 상해 · 소 · 소유 · 소해 · 수면 · 수번뇌 · 악행 · 액 · 열 · 유쟁 · 쟁 · 전 · 전 · 조림 · 주올 · 취 · 치연 · 폭류 · 화
- 번뇌의 작용
- 번뇌의 분류
  - 3루
  - 4액
  - 4취
  - 4폭류
  - 5부: 견고소단 · 견집소단 · 견멸소단 · 견도소단 · 수도소단 = 견소단 + 수소단
  - 5주지번뇌
  - 견혹 + 수혹 = 견소단 + 수소단 = 미리혹 + 미사혹 = 분별기 + 구생기
  - 근본번뇌 + 수번뇌
  - 번뇌장 + 소지장
- 번뇌 = 근본번뇌 + 수번뇌
  - 근본번뇌 = 수면
    - 3근본번뇌: 탐 · 진 · 치
    - 6수면: 탐 · 진 · 만 · 무명 · 견 · 의
    - 7수면: 욕탐 · 진 · 유탐 · 만 · 무명 · 견 · 의
    - 10수면: 탐 · 진 · 만 · 무명 · 유신견 · 변집견 · 사견 · 견취 · 계금취 · 의
    - 12수면: 욕탐 · 진 · 색탐 · 무색탐 · 만 · 무명 · 유신견 · 변집견 · 사견 · 견취 · 계금취 · 의
    - 98근본번뇌(설일체유부)
      - 견혹 = 견소단 = 미리혹 = 분별기: 설일체유부의 88근본번뇌
      - 수혹 = 수소단 = 미사혹 = 구생기: 설일체유부의 10근본번뇌

    - 128근본번뇌(유식유가행파)
      - 견혹 = 견소단 = 미리혹 = 분별기: 유식유가행파의 112근본번뇌
      - 수혹 = 수소단 = 미사혹 = 구생기: 유식유가행파의 16근본번뇌

  - 수번뇌 = 전
    - 8전 · 10전 · 6번뇌구
    - 19수번뇌(설일체유부)
      - 소번뇌지법의 10가지 모두: 분 · 부 · 간 · 질 · 뇌 · 해 · 한 · 첨 · 광 · 교
      - 대불선지법의 2가지 모두: 무참 · 무괴
      - 대번뇌지법의 6가지 가운데 5가지: 방일 · 해태 · 불신 · 혼침 · 도거
      - 부정지법의 8가지 가운데 2가지: 수면 · 악작

    - 20수번뇌(유식유가행파)
      - 소수번뇌심소의 10가지 모두: 분 · 한 · 부 · 뇌 · 질 · 간 · 광 · 첨 · 해 · 교
      - 중수번뇌심소의 2가지 모두: 무참 · 무괴
      - 대수번뇌심소의 8가지 모두: 도거 · 혼침 · 불신 · 해태 · 방일 · 실념 · 산란 · 부정지
- 번뇌 = 잡염 = 유부무기 + 불선
  - 유부무기
    - 욕계의 번뇌의 일부 · 색계의 번뇌 · 무색계의 번뇌
    - 4근본번뇌(말나식의 4번뇌: 아치 · 아견 · 아만 · 아애)

  - 불선 · 악
    - 욕계의 번뇌의 대다수
    - 불선근
    - 5악 · 10악
- 번뇌 = 108번뇌 = 98수면 + 10전
- 번뇌 = 개: 5개
- 번뇌 = 결: 2결 · 3결 · 4결 · 5결 · 9결 · 10결(= 5하분결 + 5상분결) · 98결 · 108결
- 번뇌 = 구애: 3구애 · 5구애
- 번뇌 = 뇌: 3뇌
- 번뇌 = 누: 3루
- 번뇌 = 박: 3박 · 4박
- 번뇌 = 사: 7사 · 10사 · 98사 · 128사
- 번뇌 = 악행: 3악행
- 번뇌 = 취: 2취 · 4취

## 참고 문헌
- 곽철환 (2003). 《시공 불교사전》. 시공사 / 네이버 지식백과. |title=에 외부 링크가 있음 (도움말)
- 미륵 지음, 현장 한역, 강명희 번역 (K.614, T.1579). 《유가사지론》. 한글대장경 검색시스템 - 전자불전연구소 / 동국역경원. K.570(15-465), T.1579(30-279). |title=에 외부 링크가 있음 (도움말)
- 세친 지음, 현장 한역, 권오민 번역 (K.955, T.1558). 《아비달마구사론》. 한글대장경 검색시스템 - 전자불전연구소 / 동국역경원. K.955(27-453), T.1558(29-1). |title=에 외부 링크가 있음 (도움말)
- 호법 등 지음, 현장 한역, 김묘주 번역 (K.614, T.1585). 《성유식론》. 한글대장경 검색시스템 - 전자불전연구소 / 동국역경원. K.614(17-510), T.1585(31-1). |title=에 외부 링크가 있음 (도움말)
- 세친 지음, 현장 한역, 송성수 번역 (K.618, T.1612). 《대승오온론》. 한글대장경 검색시스템 - 전자불전연구소 / 동국역경원. K.618(17-637), T.1612(31-848). |title=에 외부 링크가 있음 (도움말)
- 운허.  동국역경원 편집, 편집. 《불교 사전》. |title=에 외부 링크가 있음 (도움말)
- (영어) DDB. 《Digital Dictionary of Buddhism (電子佛教辭典)》. Edited by A. Charles Muller. |title=에 외부 링크가 있음 (도움말)
- (중국어) 미륵 조, 현장 한역 (T.1579). 《유가사지론(瑜伽師地論)》. 대정신수대장경. T30, No. 1579. CBETA. |title=에 외부 링크가 있음 (도움말)
- (중국어) 佛門網. 《佛學辭典(불학사전)》. |title=에 외부 링크가 있음 (도움말)
- (중국어) 星雲. 《佛光大辭典(불광대사전)》 3판. |title=에 외부 링크가 있음 (도움말)
- (중국어) 세친 조, 현장 한역 (T.1612). 《대승오온론(大乘五蘊論)》. 대정신수대장경. T31, No. 1612, CBETA. |title=에 외부 링크가 있음 (도움말)
- (중국어) 세친 조, 현장 한역 (T.1558). 《아비달마구사론(阿毘達磨俱舍論)》. 대정신수대장경. T29, No. 1558, CBETA. |title=에 외부 링크가 있음 (도움말)
- (중국어) 호법 등 지음, 현장 한역 (T.1585). 《성유식론(成唯識論)》. 대정신수대장경. T31, No. 1585, CBETA. |title=에 외부 링크가 있음 (도움말)